# Kindertotenlieder

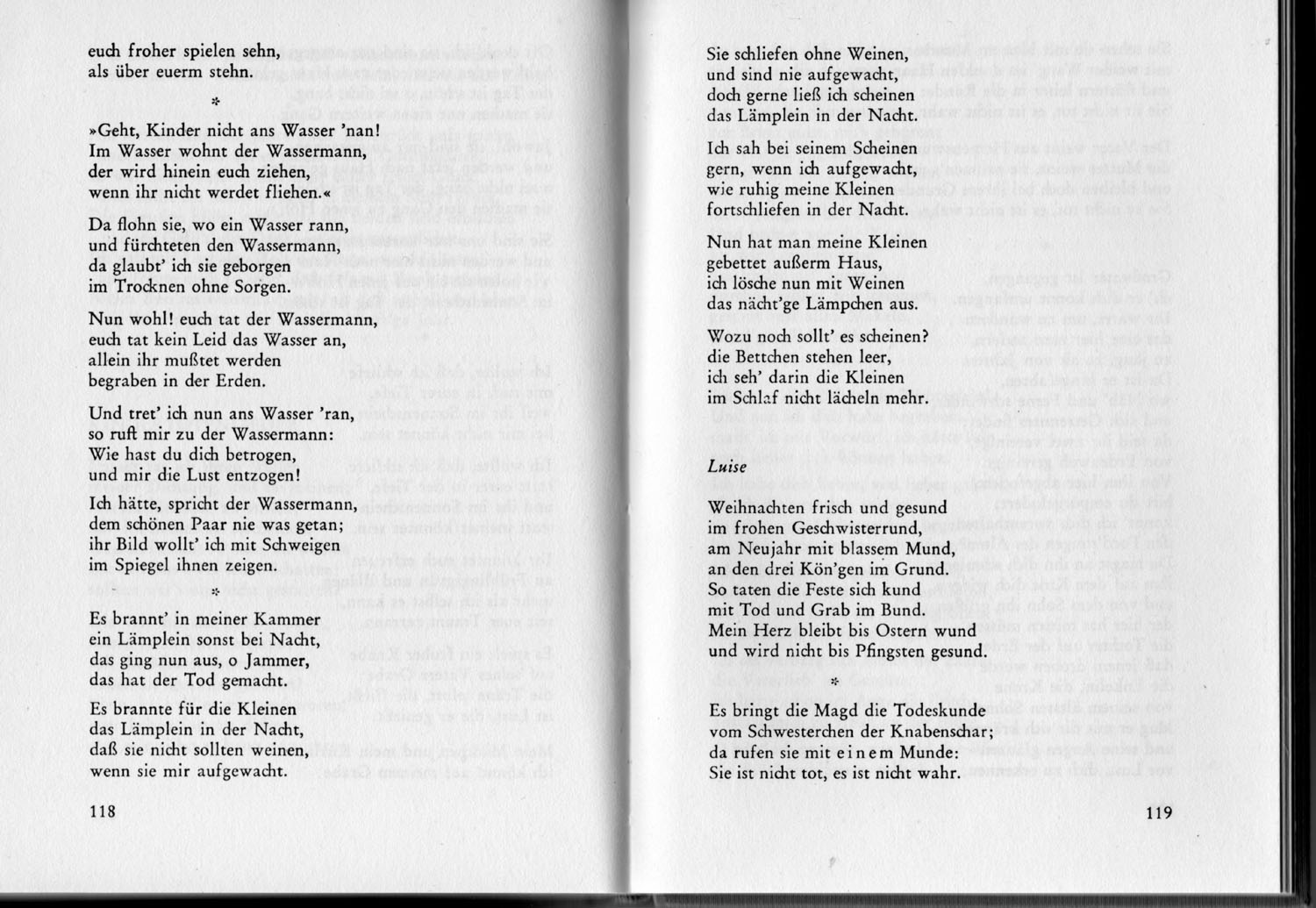
Pàgines del llibre original de Friedrich Rückert

Kindertotenlieder (Cançons pels infants morts) és un cicle de cinc cançons per a veu i orquestra compost per Gustav Mahler entre els anys 1901 i 1904, amb textos de Friedrich Rückert. Els seus títols són:
1. Nun will die Sonn' so hell aufgeh’n
2. Nun she’ ich wohl, warum so dunkel Flammen
3. Wenn dein Mütterlein
4. Oft denk’ ich, si sind nur ausgegangen
5. In diesem Wetter

El cicle va ser pensat en primer lloc per a veu i orquestra, una orquestra de grans dimensions amb uns 80 instrumentistes: 16 violins primers, 14 violins segons, 12 violes, 10 violoncels, 8 contrabaixos, flautí, 2 flautes, 2 oboès, corn anglès, 2 clarinets en sib, 2 clarinets en la, clarinet baix en sib, clarinet baix en la, 2 fagots, contrafagot, 4 trompes en fa, 2 timbales glockenspiel, tam-tam, arpa i celesta. Posteriorment el mateix Mahler en va fer una reducció per a piano.
Aquest cicle de cançons no busca un recorregut per diferents estats d'ànim, sinó enfocaments diferents del mateix estat d'ànim: el profund dolor d'un pare que ha perdut els seus fills. Els diferent enfocaments són: sentiment d'injustícia (perquè a mi!), negació de la mort, obsessió, turment, culpa i consol.
La interpretació que el baríton Friedrich Weidermann i els membres de la Filharmònica de Viena en van fer el 29 de gener de 1905, va ser un dels estranys triomfs de la vida musical vienesa de Mahler.

## Crònica negra
Va ser sota el cop de la pèrdua dels seus dos fills de curta edat que Rückert havia compost el 1836 els 428 poèmes, recuperats i publicats després de la seva mort sota el nom de Kindertotenlieder.
En deu dies, en el transcurs de l'estiu de 1901, Mahler compon tres dels cinc Rückert-lieder i els tres primers Kindertotenlieder. Aquell estiu, Mahler no estava casat, i ni tan sols coneixia la seva futura muller (Alma Mahler). Theodor Reïk, deixeble de Freud, assenyala que el fill de Rückert es deia Ernst: Mahler devia pensar en el seu germà del mateix nom, mort tràgicament el 1875.
Els dos que falten per completar el cicle els acabà d'escriure l'estiu de 1904 mentre estiuejava a la casa de Maiernigg. Viu aleshores dies feliços. Una segona filla, Anna, li havia nascut el 15 de juny. Alma és afectada per aquesta contradicció, que considera un desafiament al destí: “Puc concebre que algú compongui a partir de textos tan terribles quan no es tenen fills, o quan se’ls acaba de perdre… Però com es pot cantar als infants morts després d'haver, mitja hora abans, abraçat i petonejat els seus, tan alegres i sans?.. Per l'amor de Déu, jugues amb foc!”
Entre 1901 i 1904, Mahler compon la Cinquena i Sisena simfonies. L'any 1907 va ser molt dur per a Mahler. Maria, la seva filla gran, mor el 5 de juliol a la casa de vacances de Maiernigg. Mahler va vendre la casa per no tornar-hi mai més. Això no és tot: el mateix estiu li diagnostiquen una malaltia cardíaca que posarà fi a la seva vida quatre anys més tard, i dimiteix del càrrec de director de l'Òpera de Viena per desavinences amb els empresaris.